# Fermín Rabadán Cervantes
Fermín Rabadán Cervantes es una localidad del estado mexicano de Guerrero. Es parte del municipio de Iguala de la Independencia.

## Demografía
| Censo | Población |
| ----- | --------- |
| 2000  | 775       |
| 2010  | 1 459     |
| 2020  | 2 137     |